# Modra luknja
Modra luknja (ang. blue hole) je kraška oblika, brezno, ki ga je podobno kot cenotes zalila voda, v tem primeru morje. Znane modre luknje so iz območja Bahamov, nahajajo pa se tudi v pasu do Rdečega morja. Zelo občutno je plimovanje, pri katerem v modri luknji nastanejo močni tokovi in vrtinci, ki lahko v jamo potopijo celo večji čoln.
Modre luknje so v grobem okrogle oblike, stena pa se v globino spušča stopničasto. Ime so dobile zaradi izrazitega kontrasta med temno modro oz. skorajda črno barvo globoke vode in svetlo modre plitvine okoli luknje. V globini je gibanje vode slabotno, zato so pod določeno globino anoksične (tj. ni prisoten kisik). Takšno okolje je neugodno za večino morskih organizmov, kljub temu pa lahko prebivajo razne vrste anareobnih bakterij.
Luknje so nastale med ledenimi dobami, ko je bil nivo morske gladine za 100-120 metrov nižji. Tako je bilo dno izpostavljeno istim kemičnim spremembam zaradi podnebja, kot se to dogaja na kopnem, bogatim z apnencem.
Modre luknje se tipično nahajajo na plitvih karbonatnih ploščadih, kot so Bahamske sipine, kot tudi v okolici polotoka Yukatan (npr. Velika modra luknja pri Belizeju). Z izrazom modra luknja označujemo tudi globoke bazene, ki so prav tako posledica kraških procesov in se nahajajo na kopnem (npr. Modra luknja v Castaliji v Ohiu, ZDA).
Najgloblja modra luknja, imenovana Deanova modra lunkja, se nahaja v zalivu blizu Bahamov in je globoka 202 m.